# Frohmuhl
Frohmuhl is een gemeente in het Franse departement Bas-Rhin in de regio Grand Est en maakt deel uit van het arrondissement Saverne. De gemeente telde 157 inwoners op 1 januari 2022.

## Geschiedenis
Frohmuhl maakte deel uit van het kanton La Petite-Pierre tot het op 22 maart 2015 werd opgeheven en de gemeenten werden opgenomen in het op die dag gevormde kanton Ingwiller.

## Geografie
De oppervlakte van Frohmuhl bedraagt 1,64 vierkante kilometer; Op 1 januari 2022 was de bevolkingsdichtheid 95,7 inwoners per km².
De onderstaande kaart toont de ligging van Frohmuhl met de belangrijkste infrastructuur en aangrenzende gemeenten.

## Demografie
Onderstaande figuur toont het verloop van het inwonertal.